# Sedum pulchellum
Sedum pulchellum är en fetbladsväxtart som beskrevs av André Michaux. Sedum pulchellum ingår i Fetknoppssläktet som ingår i familjen fetbladsväxter. Inga underarter finns listade i Catalogue of Life.

## Bildgalleri

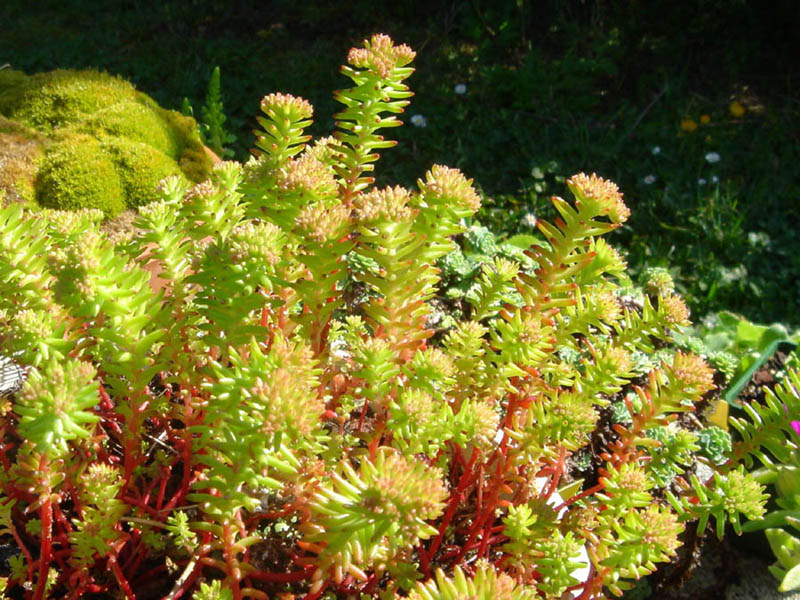
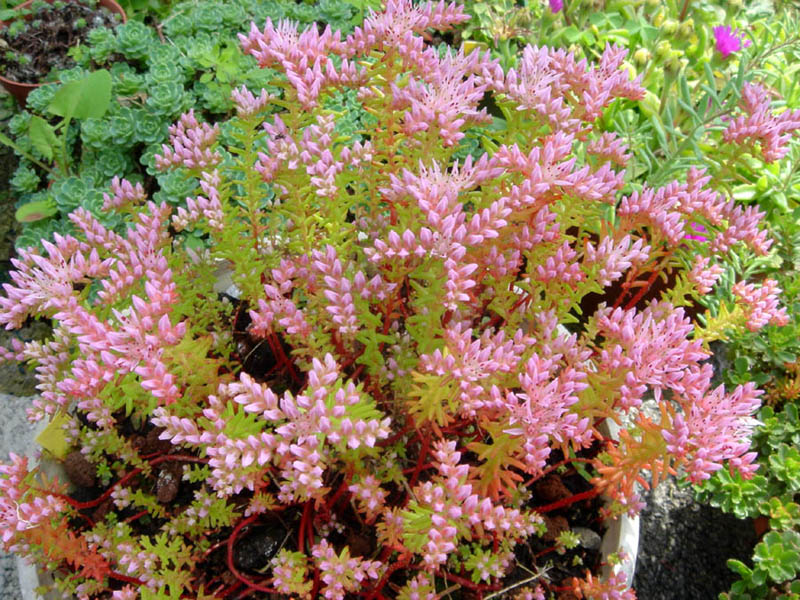
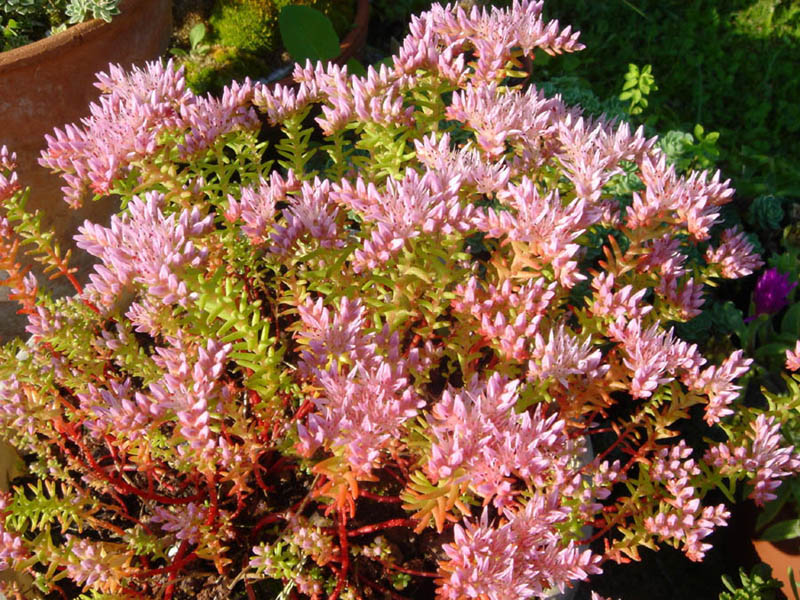
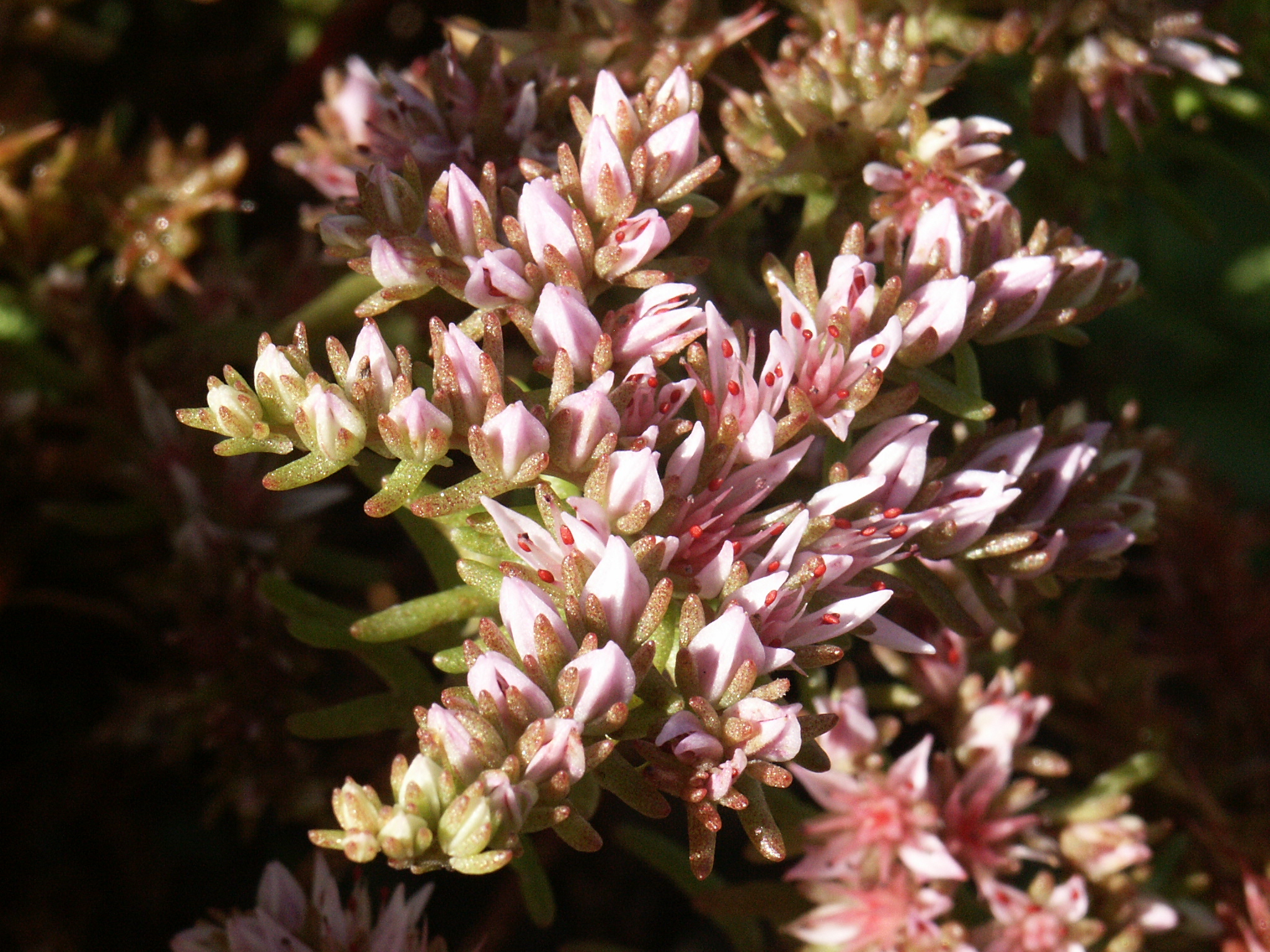